# Linha 4 do VLT Carioca
A Linha 4: Terminal Intermodal Gentileza ↔ Praça XV é uma das linhas em operação do VLT Carioca, tendo sido inaugurada em 1 de abril de 2024. Estende-se por cerca de 5,1 km. A cor distintiva da linha é o laranja.
Possui um total de 14 paradas, todas de superfície. O Terminal Intermodal Gentileza (TIG) e as paradas Rodoviária, Central, Cristiano Ottoni/Pequena África e Praça XV possibilitam integração com outros modos de transporte. Atende três bairros: São Cristóvão, Centro e Santo Cristo.

## Paradas

### Terminal Intermodal Gentileza → Praça XV
| Nº | Nome                                | Inauguração             | Bairro        | Integração                                                      | Posição    | Latitude      | Longitude     |
| -- | ----------------------------------- | ----------------------- | ------------- | --------------------------------------------------------------- | ---------- | ------------- | ------------- |
| 1  | Terminal Intermodal Gentileza (TIG) | 23 de fevereiro de 2024 | São Cristóvão | Terminal rodoviário                                             | Superfície | 22° 53' 54" S | 43° 12' 32" O |
| 2  | Rodoviária                          | 12 de julho de 2016     | Santo Cristo  | Terminal rodoviário                                             | Superfície | 22° 53' 55" S | 43° 12' 26" O |
| 3  | Equador                             | 12 de julho de 2016     | Santo Cristo  | —                                                               | Superfície | 22° 53' 52" S | 43° 12' 17" O |
| 4  | Pereira Reis                        | 12 de julho de 2016     | Santo Cristo  | —                                                               | Superfície | 22° 53' 47" S | 43° 12' 06" O |
| 5  | Vila Olímpica                       | 21 de outubro de 2017   | Santo Cristo  | —                                                               | Superfície | 22° 53' 56" S | 43° 11' 58" O |
| 6  | Central                             | 21 de outubro de 2017   | Centro        | Estação de Metrô · Estação de Trem Urbano · Terminal rodoviário | Superfície | 22° 54' 10" S | 43° 11' 34" O |
| 7  | Cristiano Ottoni/Pequena África     | 26 de outubro de 2019   | Centro        | Estação de Metrô · Estação de Trem Urbano                       | Superfície | 22° 54' 11" S | 43° 11' 26" O |
| 8  | Saara                               | 6 de fevereiro de 2017  | Centro        | —                                                               | Superfície | 22° 54' 19" S | 43° 11' 14" O |
| 9  | Tiradentes                          | 6 de fevereiro de 2017  | Centro        | —                                                               | Superfície | 22° 54' 24" S | 43° 10' 58" O |
| 10 | Colombo                             | 6 de fevereiro de 2017  | Centro        | —                                                               | Superfície | 22° 54' 19" S | 43° 10' 41" O |
| 11 | Praça XV                            | 6 de fevereiro de 2017  | Centro        | Estação hidroviária                                             | Superfície | 22° 54' 07" S | 43° 10' 23" O |

### Praça XV → Praia Formosa
| Nº | Nome                                | Inauguração             | Bairro        | Integração                                                      | Posição    | Latitude      | Longitude     |
| -- | ----------------------------------- | ----------------------- | ------------- | --------------------------------------------------------------- | ---------- | ------------- | ------------- |
| 1  | Praça XV                            | 6 de fevereiro de 2017  | Centro        | Estação hidroviária                                             | Superfície | 22° 54' 07" S | 43° 10' 23" O |
| 2  | Colombo                             | 6 de fevereiro de 2017  | Centro        | —                                                               | Superfície | 22° 54' 19" S | 43° 10' 41" O |
| 3  | Tiradentes                          | 6 de fevereiro de 2017  | Centro        | —                                                               | Superfície | 22° 54' 24" S | 43° 10' 58" O |
| 4  | Saara                               | 6 de fevereiro de 2017  | Centro        | —                                                               | Superfície | 22° 54' 19" S | 43° 11' 14" O |
| 5  | Cristiano Ottoni/Pequena África     | 26 de outubro de 2019   | Centro        | Estação de Metrô · Estação de Trem Urbano                       | Superfície | 22° 54' 11" S | 43° 11' 26" O |
| 6  | Central                             | 21 de outubro de 2017   | Centro        | Estação de Metrô · Estação de Trem Urbano · Terminal rodoviário | Superfície | 22° 54' 10" S | 43° 11' 34" O |
| 7  | Gamboa                              | 21 de outubro de 2017   | Santo Cristo  | —                                                               | Superfície | 22° 53' 52" S | 43° 11' 57" O |
| 8  | Santo Cristo                        | 21 de outubro de 2017   | Santo Cristo  | —                                                               | Superfície | 22° 53' 43" S | 43° 12' 01" O |
| 9  | Cordeiro da Graça                   | 21 de outubro de 2017   | Santo Cristo  | —                                                               | Superfície | 22° 53' 49" S | 43° 12' 15" O |
| 10 | Rodoviária                          | 12 de julho de 2016     | Santo Cristo  | Terminal rodoviário                                             | Superfície | 22° 53' 55" S | 43° 12' 26" O |
| 11 | Terminal Intermodal Gentileza (TIG) | 23 de fevereiro de 2024 | São Cristóvão | Terminal rodoviário                                             | Superfície | 22° 53' 54" S | 43° 12' 32" O |